# Trainspotters
Pour les passionnés de trains, voir Ferrovipathe
 (juillet 2014).
Trainspotters est un groupe suédois de hip-hop, originaire d'Umeå. Formé en 2004, il est composé de Rewind (aka Erk aka Eric Hörstedt) et de George Kaplan (aka Käp aka Hannes Sigrell), au sein de leur propre collectif Random Bastards. Le collectif englobe différentes activités comme la production de films de skateboard et de snowboard, l’organisation de concerts, la mise en place de tournées, la promotion d’artistes ou encore la production musicale sous forme de label.

## Histoire
Depuis 2004, Trainspotters a joué au Danemark, en Suède, en Norvège, en Finlande, aux États-Unis, en Allemagne, aux Pays-Bas, en Espagne et en France.
Leur premier album, intitulé Dirty North, produit par le producteur-compositeur Academics, est nommé en 2011 au P3 Guld (équivalent suédois des Victoires de la musique) dans la catégorie « album hip-hop / soul de l’année »,. Leur deuxième album Bastards ! est disponible depuis le 1er janvier 2013.
Le troisième album clôturant le triptyque, Skate or Die est paru le 4 février 2016 soit six ans après la parution du premier opus Dirty North.